# Seznam hrvaških umetnostnih zgodovinarjev
Seznam hrvaških umetnostnih zgodovinarjev.

## B
- Ivo Babić
- Ljubo Babić
- Ivan Bach
- (Zdenka Badovinac)
- Ivana Bago
- Milan Balić
- Vesna Barbić
- Doris Baričević
- Dimitrije Bašičević?
- Slavko Batušić
- Antun Bauer (muzeolog) (1911-2000)
- Azra Begić
- Božo (Božidar) Bek
- Vanda Bezek (r. Driusso) (it./hrv.-slov.)
- Nevenka Bezić-Božanić
- Vera Borčić
- Jakov Bratanić
- Vesna Bučić (1926-2025)
- Franjo Buntak
- Vlado Bužančić

## C
- Marino Cettina (1959-98), umaški galerist
- Ksenija Cicarelli
- Vladimir Crnković
- Đurđica Cvitanović

## Č
- Ana Čolak Antić?
- Željka Čorak

## D
- Ana Deanović
- Ivo Delalle
- Joško (Josip) Belamarić
- Jerko (Ješa) Denegri (hrvaško-srbski)
- (Josip Depolo)
- Lelja Dobronić
- Davor Domančić
- Žarko Domljan

## E
- Vanda Ekl (1920-1993)

## F
- Alena Fazinić (r. Marinović)
- (Andro Filipić)
- Cvito Fisković
- Igor Fisković
- (Aleksandar Flaker)
- (Miljenko Foretić)
- Branko Franceschi
- Eugen Franković
- Markita Franulić (direktorica Tehniškega muzeja)
- Branko Fučić

## G
- Višnja Slavica Gabout
- Božidar Gagro
- Grgo Gamulin
- Ljuba Gamulin
- Darko Glavan
- Ante Glibota (1945-2020)
- Anton Gnirs (češ. rodu)
- Marcel Gorenc (1915-2009)
- (Iljko Gorenčević)
- Vladimir Peter Goss (V. Gvozdanović)
- Renata Gotthardi-Škiljan
- Mladen Grčević
- Nada Grčević
- Marijan Grgić
- Nada Grujić
- Željko Grum
- Jasenka Gudelj

## H
- Verena Han (r. Manč)
- Marija Hanževački (1912-1944)
- Alois Hauser (1841-1896) (konservator)
- Većeslav Henneberg ?
- Branka Hlevnjak
- Anđela Horvat (1911-1985)
- Katarina Horvat-Levaj
- Vera Horvat-Pintarić (1926-2024)
- Sanja Horvatinčić

## I
- Mira Ilijanić
- Radovan Ivančević
- (Ćiril Metod Iveković)

## J
- Nikola Jakšić (1949)
- Iva Jazbec Tomaić
- Antun Jiroušek
- Željko Jiroušek
- Ivan Josipović
- Koraljka Jurčec Kos
- Miljenko Jurković

## K
- Antun Karaman
- Ljubo Karaman
- Duško Kečkemet
- Boris Kelemen
- Olga Klobučar
- Snješka Knežević (-Prelog)
- Dragutin (Karlo) Kniewald  (1889-1979)
- Petar Knoll
- Ljiljana Kolešnik
- Iva Körbler
- Želimir Koščević
- Leonida Kovač
- Barbara Kovačić Domančić
- Josip Kovačić (1935-2017) (zbiralec)
- Irena Kraševac
- Vanja Kraut
- Attilio Krizmanić (konservator)
- Sandra Križić Roban
- Andro Krstulović Opara
- Dejan Kršić?
- Izidor (Iso) Kršnjavi
- Vera Kružić-Uchytil
- Tomislav Kuljiš

## L
- Josip Ladović
- Vanda Ladović
- Ivo Lentić
- Ivy (Marija) Lentić-Kugli
- Marina Ljubić
- Silvija Lučevnjak
- Branko Lučić
- (Vladimir Lunaček)

## M
- Vlado (Viktor) Mađarić
- Lovorka Magaš-Bilandžić
- Vladimir Maleković
- Tomislav Marasović (1929-2024)
- Danijela Marković
- Vladimir Marković
- Ivo Maroević Špuntin (1937-2007)
- Tonko Maroević (1941-2020)
- Olga Maruševski (Marouchevsky; Tanhofer-Maruševski)
- Ivan Matejčić
- Radmila Matejčić
- (Dejan Medaković 1922, Zgb - 2008, Bgd) (Srb, predsednik SANU)
- Ana Medić?
- Vesna Meštrić
- Matko Meštrović
- Veronika Meštrović - Šaran
- Andro Vid Mihičić
- Planinka Mikulić
- Tihomir Milovac?
- Marija Mirković (žena Vitomirja Belaja)
- Andre Mohorovičić
- Zdenka Munk
- Sunčica Mustač
- Marinka Mužar

## O
- Mira Ovčačik-Kovačević (1909-2010) (konservatorka in restavratorka tekstilij)

## P
- Matko Peić
- Milan Pelc
- Ivo Petricioli
- Sofija Petricioli
- Mario Pintarić
- Snježana Pintarić
- Marija Planić-Lončarić
- Borivoj Popovčak
- Zdravko Poznić
- Milan Prelog
- Petar Prelog
- Nada Premerl
- Kruno Prijatelj
- Zvonimir Pučar (um. zbiralec)
- Radoslav Putar

## R
- Ksenija Radulić
- Željko Rapanić
- Ivanka Reberski
- Zdenko Rus

## S
- Željko Sabol (1941-91)
- Sabina Sabolović?
- Marijana Schneider (1923-2013)
- Petar Selem
- Anka Simić-Bulat
- Kosta Strajnić?
- Marijan Susovski

## Š
- Branko Šenoa  (1879-1939)
- Mirko Šeper?
- Josip Šiklić
- Irena Šimić
- Helena Šipek
- Zdenko Škreb (1914-1999)
- Ante Šonje (1917-1981)
- Danko Šourek
- (Ivo Šrepel 1899-1945)

## T
- Radoslav Tomić (*1957)
- Ante Topić Mimara (umetnostni zbiralec)
- Lejla Topić
- Damir Tulić

## V
- Đuro Vanđura
- Maja Vetrih (r. Marković) (1923–2020) (hrv.-slov.)
- Boris Vižintin

## Z
- Igor Zidić
- Jerica Ziherl (*1959, Lj)

## Ž
- Andrej Žmegač (*1961)